# CH-37 (航空機)
CH-37 モハーヴェ
墜落したパイアセッキ H-21を吊下するCH-37
- 用途：輸送ヘリコプター
- 製造者：シコルスキー・エアクラフト
- 運用者： アメリカ合衆国（陸軍、海兵隊）
- 初飛行：1953年
- 生産数：154機
- 運用開始：1956年7月
- 退役：1960年代遅く

H-37モハーヴェ（H-37 Mojave）は、シコルスキー・エアクラフト社で開発された1950年代の標準的な大型重吊下ヘリコプターである。民間型をS-56、アメリカ陸軍ではCH-37 モハーヴェ、アメリカ海兵隊ではHR2Sという名称（3軍共通航空機命名システムでCH-37になった）である。

## 開発
S-56は、アメリカ海兵隊（USMC）向けの完全装備の兵員26名を運べる強襲輸送ヘリコプターとして開発され、1951年に発注された。最初の試作機が1953年に初飛行し、生産型のHR2Sが1956年7月から 海兵隊第1ヘリコプター飛行隊に配備を開始された。総計60機が製造された。
アメリカ陸軍は1954年に試作機を評価した後H-37Aとして94機を発注し、最初の機体は1956年夏に納入された。海兵隊と陸軍向けの全機は1960年半ばまでに納入された。陸軍向けの機体は1960年代初めに後部の機体安定装置、ホバリング中の積み下ろし能力を付加されH-37Bとして性能向上された。アメリカ軍の機体名称の統合により1962年に海兵隊の機体はCH-37Cとなった。
配備された当時CH-37は西側諸国で最大のヘリコプターであり、シコルスキー社の最初の双発エンジンのヘリコプターであった。2基のプラット・アンド・ホイットニー ダブルワスプ 星型エンジンを引き込み式の降着装置を内蔵した胴体外側のポッドに装備したことにより、胴体は機首のクラムシェル型ドアを通して積み下ろしが出来る様な貨物専用に利用できた。主ローターブレードは5枚構成で、戦闘中に1枚のブレードを失っても機能するように設計されていた。
CH-37は、後に普及していったターボシャフトエンジンより大型で重く低出力のレシプロエンジンを搭載した最後の大型ヘリコプターの1機種であった。このためにこの機種の就役期間は比較的短いもので1960年代遅くには全機が退役し、陸軍では遠縁に当たるCH-54 タルヘに更新された。
1963年に4機のCH-37Bがベトナムに配備され墜落したアメリカ軍機の回収任務に使用された。この任務においてCH-37は非常な活躍を見せ7,500万USドル分以上の機材を回収した。この中の幾らかは敵地内から回収されたものであった。

## 派生型

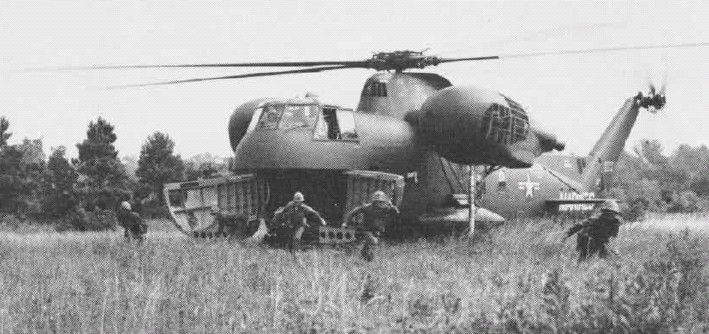
アメリカ海兵隊のHR2S-1、1956年

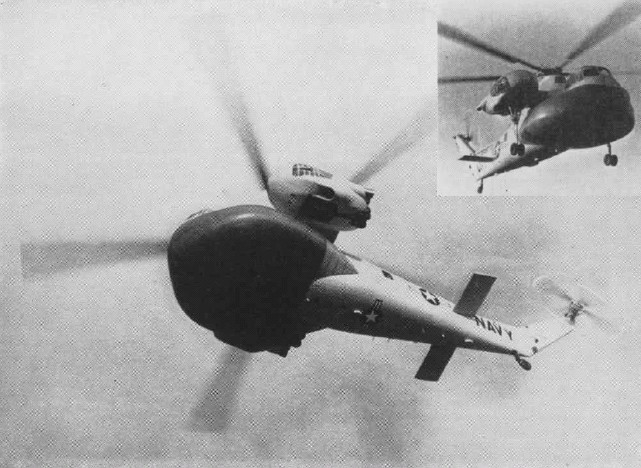
HR2S-1W 早期警戒ヘリコプター

XHR2S-1
1900hpのR-2800-54 エンジンを搭載したアメリカ海兵隊向けの試作強襲輸送ヘリコプター。4機製造。
HR2S-1
改良されたエンジンナセル、2重主車輪、胴体背部安定板を備えた量産型。1962年にCH-37C_に改称。55機製造（追加発注の36機は調達中止）。
HR2S-1W
アメリカ海軍向け空中早期警戒機。2機製造。
YH-37
アメリカ陸軍により評価された1機のHR2S-1。
H-37A モハーヴェ
胴体背部安定板と改良されたローター頂部覆いに変更を加えたアメリカ陸軍向けの軍用輸送モデルのHR2S。1962年にCH-37Aに改称。94機製造。
H-37B モハーヴェ
再設計された貨物ドア、自動安定装置、耐衝撃燃料タンクを備えたH-37A（4機を除く全機）。後にCH-37Bに改称。
CH-37A1962年に改称されたH-37A
CH-37B1962年に改称されたH-37B
CH-37C1962年に改称されたHR2S-1

### S-60

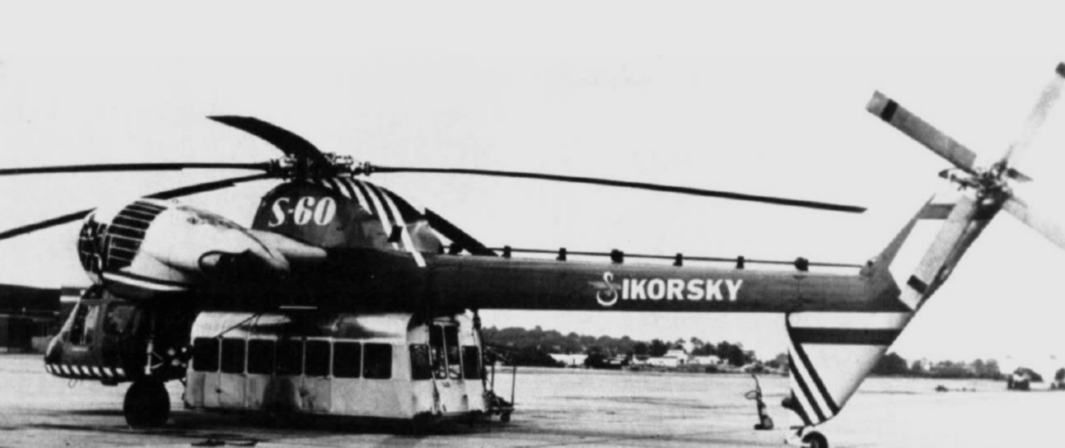
S-60

S-60は"スカイクレーン"の試作機として1958年にS-56から開発された。S-60は安定したホバリングを実現するために自動操縦装置を備えており、座席を回転させて前後方向のどちら向きでも操縦できる操縦席に骨格形状の胴体を持っていた。骨格形状によって100名近くの兵員や医療施設、レーダー構造物、等々の適当な用途に変更可能な'モジュール'を抱きかかえることができた。
S-60はより大型のターボシャフトエンジン搭載のCH-54 タルヘ軍用ヘリコプターとその民間型のS-64 スカイクレーンに発展した。

### その他の派生型
シコルスキー社の製品のライセンス生産会社であるウエストランド・エアクラフト社がS-56のローター、ギアボックスを基本としてウエストランド ウエストミンスターを設計した。ウエストミンスターは鋼管フレーム構造でネイピア イーランド（Napier Eland）ターボシャフト エンジンを搭載しており、人員輸送（兵員50名）用では胴体は外皮に覆われていたが貨物機（ジープ4台かそれと同等の貨物）では骨格が剥き出しだった。ウエストミンスターの開発計画はフェアリー社から購入したフェアリー ロートダイン（Fairey Rotodyne）のために中止された。

### 現存機
- CH-37B (#55-644)：アラバマ州、オザークのアメリカ陸軍航空博物館に展示。
- CH-37B (#56-1005)："Tired Dude"、アリゾナ州、ツーソンのピマ航空博物館（Pima Air & Space Museum）に展示。
- CH-37B (57-1651)：バージニア州、ユースティス基地（Ft. Eustis）内のアメリカ陸軍輸送博物館（U.S. Army Transportation Museum）が所有。
- CH-37C (#145864)：フロリダ州、ペンサコーラの国立海軍航空博物館に展示。

## 要目
（CH-37 モハーヴェ）
- 乗員：3名
- 搭載量：兵員26名
- 全長：26.8 m (88 ft 0 in)
- 全高： m (22 ft in)
- 主ローター直径：22.0 m (72 ft 1 in)
- 円板面積：379 m2 (4,080 ft2)
- 空虚重量：
- 最大離陸重量：9,500 kg (21,000 lb)
- 発動機：2 × プラット・アンド・ホイットニー R-2800-54 星型エンジン、2,100 hp (1,600 kW)
- 超過禁止速度：211 km/h (150 mph、130 kn)
- 航続距離：400 km (247 mi、215 NM)
- 巡航高度： 8000 ft (2438m)